# Ana Carrascosaová
Ana Carrascosa-Zaragoza [Ana Karaskosa], (* 6. květen 1980 Valencie, Španělsko) je bývalá reprezentantka Španělska v judu.

## Sportovní kariéra
S judem začala v 5 letech pod vedením Jesúse Lloreta. Posléze trénovala v Alicante pod vedením Miriam Blascové. Její seniorská kariéra spadá do několika etap – v té první přišel v roce 2002 nečekaný úspěch následované poklesem formy a neúčasti na olympijských hrách v Athénách.
Od sezony 2005 se rozhodla žít ve Francii a trénovat v klubu Orléans, výsledkem čehož byla nedostatečná komunikace se španělským judistickým svazem. V roce 2007 ji svaz pro údajnou slabou výkonnost odmítl poslat na mistrovství světa v Riu. Cítila se tehdy ukřivděná, protože se několik měsíců připravovala v Alicante s Isabel Fernánderzovou a jejím manželem Javierem Alonsem. Navíc ten rok obnovila spolupráci s Azucenou Verdem, který jí pomáhal hlavně s psychikou. Po zamítnuté účasti na mistrovství světa však přišla výsledková exploze zakončená titulem mistryně Evropy v roce 2008 a bezproblémovou kvalifikací na olympijské hry v Pekingu. Samotná účast v Pekingu pro ní nedopadla dobře. Po náročném losu vypadla ve druhém kole s domácí Číňankou Sian Tung-mej. V oprávch si potom vyhodila pravé rameno a obsadila 7. místo.
V novém olympijském cykly vyrostla na její úroveň další španělská judistka Laura Gómezová, se kterou svedla nominační bitvu o olympijské hry v Londýně. O nominaci měl nakonec rozhodnout výsledek na mistrovství Evropy 2012, kde sice obě skončily na 5. místě, ale její rivalka byla diskvalifikovaná za waki-gatame. Do Londýna tak cestovala ona, ale její druhá účast na olympijských hrách skončila v prvním kole. Vzápětí ukončila sportovní kariéru.

## Výsledky
| Turnaj             | 1998           | 1999           | 2000           | 2001           | 2002           | 2003           | 2004           | 2005           | 2006           | 2007           | 2008           | 2009           | 2010           | 2011           | 2012           |
| Turnaj             | 18             | 19             | 20             | 21             | 22             | 23             | 24             | 25             | 26             | 27             | 28             | 29             | 30             | 31             | 32             |
| Turnaj             | pololehká váha | pololehká váha | pololehká váha | pololehká váha | pololehká váha | pololehká váha | pololehká váha | pololehká váha | pololehká váha | pololehká váha | pololehká váha | pololehká váha | pololehká váha | pololehká váha | pololehká váha |
| ------------------ | -------------- | -------------- | -------------- | -------------- | -------------- | -------------- | -------------- | -------------- | -------------- | -------------- | -------------- | -------------- | -------------- | -------------- | -------------- |
| Olympijské hry     |                |                | —              |                |                |                | —              |                |                |                | 7.             |                |                |                | úč.            |
| Mistrovství světa  |                | —              |                | —              |                | 7.             |                | —              |                | —              |                | 3.             | úč.            | 3.             |                |
| Mistrovství Evropy | —              | —              | —              | 7.             | 2.             | úč.            | úč.            | —              | úč.            | úč.            | 1.             | 2.             | úč.            | 3.             | 5.             |
| MS juniorů         | 3.             |                |                |                |                |                |                |                |                |                |                |                |                |                |                |
| ME juniorů         | 3.             | 3.             |                |                |                |                |                |                |                |                |                |                |                |                |                |